# Idan
Idan (hebrejsky עִדָּן, v oficiálním přepisu do angličtiny Iddan) je vesnice typu mošav v Izraeli, v Jižním distriktu, v Oblastní radě Centrální Arava.

## Geografie
Leží v nadmořské výšce 179 metrů pod úrovní moře v údolí vádí al-Araba, cca 20 kilometrů od jižního břehu Mrtvého moře. Západně od obce se prudce zvedá aridní oblast pouště Negev. Poblíž mošavu protéká vádí Nachal Chaceva.
Obec se nachází 115 kilometrů od břehu Středozemního moře, cca 150 kilometrů jihovýchodně od centra Tel Avivu, cca 107 kilometrů jihojihovýchodně od historického jádra Jeruzalému a 142 kilometrů severoseverovýchodně od města Ejlat. Idan obývají Židé, přičemž osídlení v tomto regionu je etnicky převážně židovské. Obec je jen 2 kilometry vzdálena od mezinárodní hranice mezi Izraelem a Jordánskem.
Idan je na dopravní síť napojen pomocí místní komunikace, která západně od vesnice ústí do dálnice číslo 90.

## Dějiny
Idan byl založen v roce 1980. Název je odvozen od vádí Nachal Idan, které protéká poblíž osady. Zakladateli osady bylo 14 židovských rodin z anglicky mluvících zemí, které před usídlením procházely výcvikem v obci Sapir. Slavnostní ceremoniál založení vesnice se konal 4. ledna 1980 za účasti izraelského prezidenta Jicchaka Navona a tehdejšího ministra Ariela Šarona. Většina prvotních osadníků ale vesnici opustila a populace byla pak doplněna novými skupinami.
V obci funguje plavecký bazén, sportovní areály, obchod se smíšeným zbožím, veřejná knihovna a mateřská škola. Místní ekonomika je založena na zemědělství (palmové háje, pěstování ovoce a zeleniny). Produkce míří na zimní izraelský trh. Začíná se rozvíjet turistický ruch.

## Demografie
Obyvatelstvo mošavu je sekulární. Podle údajů z roku 2014 tvořili naprostou většinu obyvatel v Idan Židé - cca 300 osob (včetně statistické kategorie "ostatní", která zahrnuje nearabské obyvatele židovského původu ale bez formální příslušnosti k židovskému náboženství, cca 400 osob).
Jde o menší obec vesnického typu s dlouhodobě rostoucí populací. K 31. prosinci 2014 zde žilo 360 lidí. Během roku 2014 populace stoupla o 3,7 %.
| Rok            | 1983 | 1995 | 2001 | 2003 | 2004 | 2005 | 2006 | 2007 | 2008 | 2009 | 2010 | 2011 | 2012 | 2013 | 2014 |
| -------------- | ---- | ---- | ---- | ---- | ---- | ---- | ---- | ---- | ---- | ---- | ---- | ---- | ---- | ---- | ---- |
| Počet obyvatel | 90   | 173  | 199  | 219  | 232  | 253  | 261  | 276  | 289  | 287  | 298  | 307  | 312  | 347  | 360  |